# FIA World Endurance Championship
Het FIA World Endurance Championship is een wereldkampioenschap in de autosport georganiseerd door de Automobile Club de l'Ouest (ACO) en de Fédération Internationale de l'Automobile (FIA). De klasse vervangt de ACO's voormalige Intercontinental Le Mans Cup, die begon in 2010. Het is de eerste uithoudingsklasse met een wereldkampioenschap statuut sinds het wegvallen van de World Sportscar Championship eind 1992. De naam World Endurance Championship was eerder al gebruikt door de FIA van 1981 tot 1985.
In deze klasse strijden verschillende autoklassen tegen elkaar, met de sport prototypes voor de Le Mans prototypes categorieën (LMP1 en LMP2) en productiegebaseerde GT's voor de GT Endurance categorieën (LMGTE Pro en LMGTE Am). De rijders en constructeurs die het beste scoren op het einde van het seizoen worden tot wereldkampioen gekroond.

## Format
Het World Endurance Championship volgt veel van het format van de Intercontinental Le Mans Cup. Er zijn negen uithoudingswedstrijden in de hele wereld, inclusief de 24 uur van Le Mans. Alle wedstrijden duren minstens vier uur. Op de kalender staan vier wedstrijden in Europa, twee in Amerika, twee in Azië en één in het Midden-Oosten. In de toekomst kunnen er meer wedstrijden toegevoegd worden. Er zijn vier categorieën: LMP1 en LMP2 prototypes en de GTE-categorie. De GTE-categorie is verdeeld in GTE Pro (voor fabrieksteams met professionele coureurs) en GTE Am (voor teams met minimaal twee amateurcoureurs).
Er worden zes titels toegewezen, gebaseerd op het puntentotaal. Twee daarvan worden gezien als wereldkampioenschappen: de fabrikanten wereldkampioen en coureurs wereldkampioen. De GTE Pro kampioen krijgt een World Cup, de leiders in LMP2 en GTE Am krijgen een trofee. De uiteindelijke Trofee wordt aan het beste privateer team gegeven. Het puntensysteem lijkt op dat in de andere kampioenschappen van de FIA, waarbij de top tien punten worden gegeven. Auto's die de race wel finishen maar elfde of lager worden geclassificeerd krijgen een half punt. Bij de 24 Uur van Le Mans worden dubbele punten toegekend.

## Kampioenen

### Coureurs
| Seizoen   | Hypercar                                        | Hypercar                                              | Hypercar                                             | LMGT3                                         | LMGT3                                             |
| --------- | ----------------------------------------------- | ----------------------------------------------------- | ---------------------------------------------------- | --------------------------------------------- | ------------------------------------------------- |
| 2024      | Kévin Estre André Lotterer Laurens Vanthoor     | Kévin Estre André Lotterer Laurens Vanthoor           | Kévin Estre André Lotterer Laurens Vanthoor          | Klaus Bachler Aleksandr Malychin Joel Sturm   | Klaus Bachler Aleksandr Malychin Joel Sturm       |
| Seizoen   | Hypercar                                        | Hypercar                                              | LMP2                                                 | LMGTE Am                                      | LMGTE Am                                          |
| 2023      | Brendon Hartley Ryō Hirakawa Sébastien Buemi    | Brendon Hartley Ryō Hirakawa Sébastien Buemi          | Rui Andrade Louis Delétraz Robert Kubica             | Nick Catsburg Ben Keating Nicolás Varrone     | Nick Catsburg Ben Keating Nicolás Varrone         |
| Seizoen   | Hypercar                                        | Hypercar                                              | LMP2                                                 | LMGTE Pro                                     | LMGTE Am                                          |
| 2022      | Brendon Hartley Ryō Hirakawa Sébastien Buemi    | Brendon Hartley Ryō Hirakawa Sébastien Buemi          | António Félix da Costa Roberto González Will Stevens | Alessandro Pier Guidi James Calado            | Ben Keating Marco Sørensen                        |
| 2021      | Mike Conway Kamui Kobayashi José María López    | Mike Conway Kamui Kobayashi José María López          | Charles Milesi Ferdinand Habsburg Robin Frijns       | Alessandro Pier Guidi James Calado            | Alessio Rovera François Perrodo Nicklas Nielsen   |
| Seizoen   | LMP1                                            | LMP1                                                  | LMP2                                                 | LMGTE Pro                                     | LMGTE Am                                          |
| 2019-2020 | Mike Conway Kamui Kobayashi José María López    | Mike Conway Kamui Kobayashi José María López          | Filipe Albuquerque Philip Hanson                     | Nicki Thiim Marco Sørensen                    | Emmanuel Collard Nicklas Nielsen François Perrodo |
| 2018-2019 | Sébastien Buemi Fernando Alonso Kazuki Nakajima | Sébastien Buemi Fernando Alonso Kazuki Nakajima       | Nicolas Lapierre Pierre Thiriet André Negrão         | Michael Christensen Kévin Estre               | Jörg Bergmeister Patrick Lindsey Egidio Perfetti  |
| 2017      | Timo Bernhard Earl Bamber Brendon Hartley       | Timo Bernhard Earl Bamber Brendon Hartley             | Bruno Senna Julien Canal                             | Alessandro Pier Guidi James Calado            | Mathias Lauda Paul Dalla Lana Pedro Lamy          |
| Seizoen   | LMP1                                            | LMP1 Private                                          | LMP2                                                 | LMGTE Pro                                     | LMGTE Am                                          |
| 2016      | Marc Lieb Neel Jani Romain Dumas                | Dominik Kraihamer Alexandre Imperatori Mathéo Tuscher | Gustavo Menezes Nicolas Lapierre Stéphane Richelmi   | Nicki Thiim Marco Sørensen                    | Emmanuel Collard François Perrodo Rui Águas       |
| 2015      | Timo Bernhard Mark Webber Brendon Hartley       | Mathias Beche Nicolas Prost                           | Roman Rusinov Julien Canal Sam Bird                  | Richard Lietz                                 | Viktor Shaitar Aleksey Basov Andrea Bertolini     |
| Seizoen   | LMP1-H                                          | LMP1-L                                                | LMP2                                                 | LMGTE Pro                                     | LMGTE Am                                          |
| 2014      | Sébastien Buemi Anthony Davidson                | Mathias Beche Nick Heidfeld Nicolas Prost             | Sergey Zlobin                                        | Gianmaria Bruni Toni Vilander                 | David Heinemeier Hansson Kristian Poulsen         |
| Seizoen   | LMP1                                            | LMP1                                                  | LMP2                                                 | LMGTE Pro                                     | LMGTE Am                                          |
| 2013      | Allan McNish Tom Kristensen Loïc Duval          | Allan McNish Tom Kristensen Loïc Duval                | Bertrand Baguette Martin Plowman Ricardo González    | Gianmaria Bruni                               | Jamie Campbell-Walter Stuart Hall                 |
| 2012      | André Lotterer Benoît Tréluyer Marcel Fässler   | André Lotterer Benoît Tréluyer Marcel Fässler         | André Lotterer Benoît Tréluyer Marcel Fässler        | André Lotterer Benoît Tréluyer Marcel Fässler | André Lotterer Benoît Tréluyer Marcel Fässler     |

### Teams
| Seizoen   | Hypercar         | Hypercar                | LMGT3                | LMGT3               |
| --------- | ---------------- | ----------------------- | -------------------- | ------------------- |
| 2024      | Hertz Team Jota  | Hertz Team Jota         | Manthey Pure Rxcing  | Manthey Pure Rxcing |
| Seizoen   | Hypercar         | LMP2                    | LMGTE Pro            | LMGTE Am            |
| 2023      | Hertz Team Jota  | Team WRT                | niet gehouden        | Corvette Racing     |
| 2022      | niet gehouden    | Jota                    | niet gehouden        | TF Sport            |
| 2021      | niet gehouden    | Team WRT                | niet gehouden        | AF Corse            |
| Seizoen   | LMP1             | LMP2                    | LMGTE Pro            | LMGTE Am            |
| 2019-2020 | niet gehouden    | United Autosports       | niet gehouden        | AF Corse            |
| 2018-2019 | niet gehouden    | Signatech Alpine Matmut | niet gehouden        | Team Project 1      |
| 2017      | niet gehouden    | Variante Rebellion      | AF Corse             | Aston Martin Racing |
| 2016      | Rebellion Racing | Signatech Alpine        | Aston Martin Racing  | AF Corse            |
| 2015      | Rebellion Racing | G-Drive Racing          | Porsche Team Manthey | SMP Racing          |
| 2014      | Rebellion Racing | SMP Racing              | AF Corse             | Aston Martin Racing |
| 2013      | Rebellion Racing | OAK Racing              | AF Corse             | 8 Star Motorsports  |
| 2012      | Rebellion Racing | Starworks Motorsport    | AF Corse             | Larbre Compétition  |

### Merken
| Seizoen   | Hypercar | LMGT3         |
| --------- | -------- | ------------- |
| 2024      | Toyota   | niet gehouden |
| Seizoen   | Hypercar | LMGTE         |
| 2023      | Toyota   | niet gehouden |
| 2022      | Toyota   | Ferrari       |
| 2021      | Toyota   | Ferrari       |
| Seizoen   | LMP      | LMGTE         |
| 2019-2020 | Toyota   | Aston Martin  |
| 2018-2019 | Toyota   | Porsche       |
| 2017      | Porsche  | Ferrari       |
| 2016      | Porsche  | Ferrari       |
| 2015      | Porsche  | Porsche       |
| 2014      | Toyota   | Ferrari       |
| 2013      | Audi     | Ferrari       |
| 2012      | Audi     | Ferrari       |